# Radio Punkreas
Radio Punkreas è il decimo album del gruppo punk italiano Punkreas, pubblicato il 10 giugno 2014 da Edel.

## Tracce
1. Io sto bene – 2:38
2. Il mondo (feat. Piotta) – 3:25
3. Nuova ossessione (feat. Samuel) – 3:47
4. La tempesta (feat. El Tofo) – 2:14
5. Sottopressione (feat. Bunna) – 3:47
6. Reality (feat. Alteria) – 3:44
7. Cani sciolti – 3:56
8. Poliziotto (feat. Alberto Radius) – 4:18
9. La ballata del pittore – 3:03
10. Pigro – 2:55
11. Ti rullo di Kartoni (feat. Roberto Freak Antoni) – 3:13